# St. Lambertus (Neurath)

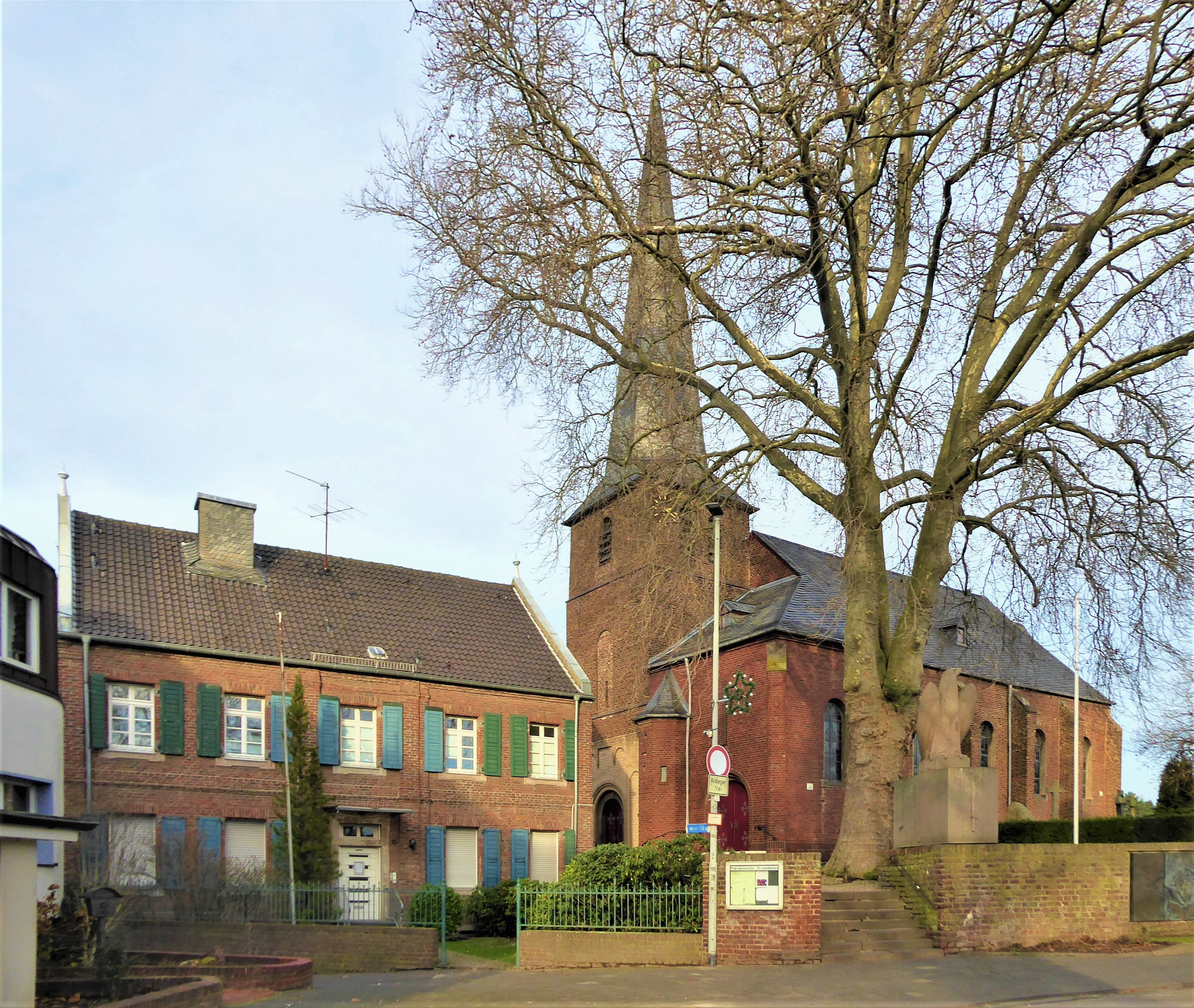
St. Lambertus und Pastorat zu Neurath

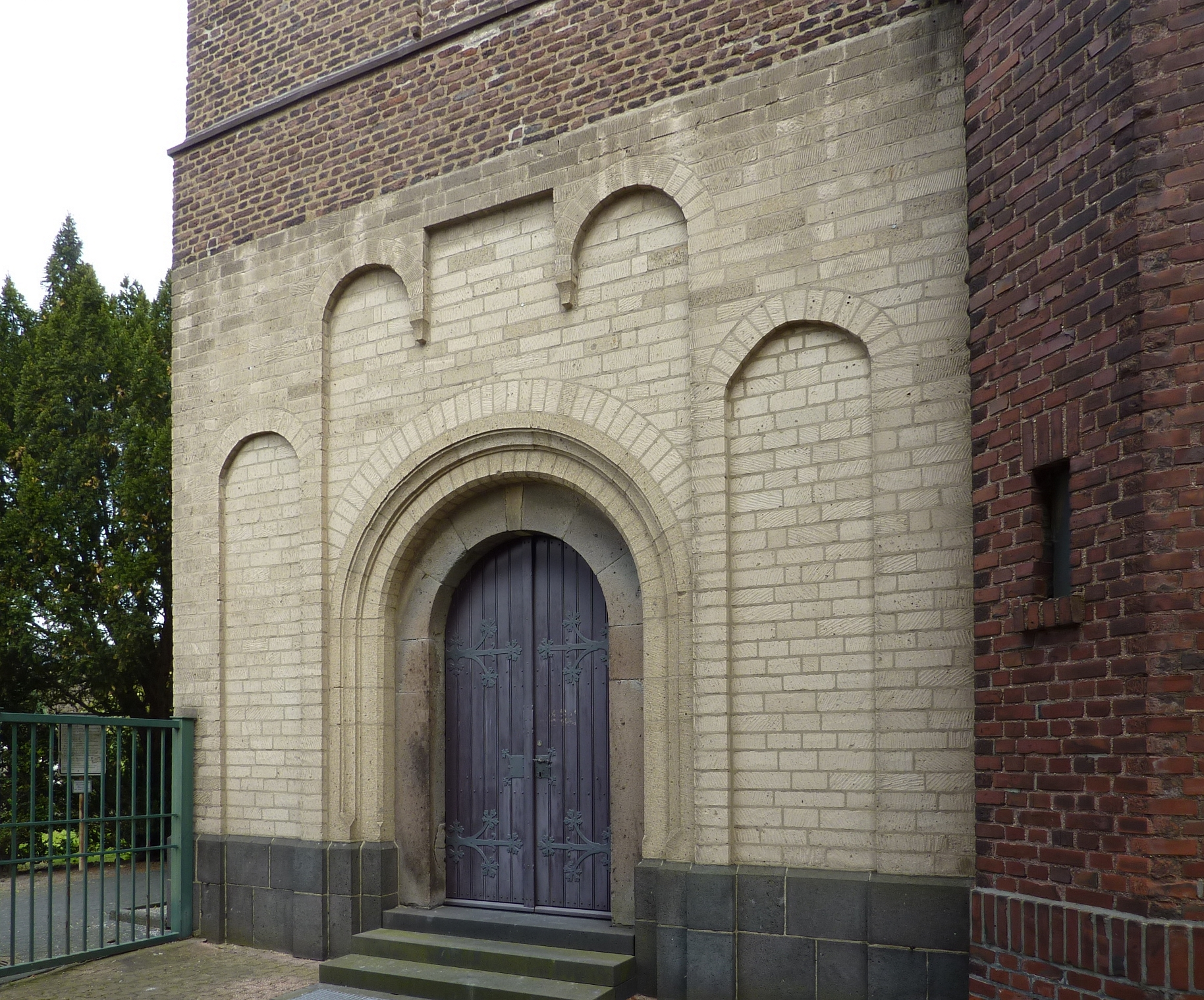
Das romanische Turmuntergeschoss

St. Lambertus ist die römisch-katholische Pfarrkirche von Neurath, einem Ortsteil der Stadt Grevenbroich im Rhein-Kreis Neuss. 

## Geschichte
Im Jahr 1253 wurden der Kölner Deutschordenskommende von St. Katharinen Besitzungen in Neurath bestätigt, 1261 nennt eine Urkunde Burchards, Herr zu Hackenbroich, einen zum Deutschordenshaus gehörenden Priester als Geistlichen von Neurath. Das Patronat über die Kirche hatte später das Deutschordenshaus zu Gürath inne. Zu dieser Zeit bestand bereits eine romanische Kirche, von der heute noch das Turmuntergeschoss erhalten ist, welches in das 12. Jahrhundert datiert wird. 1554 fand eine Erweiterung zu einer Hallenkirche im Renaissancestil statt, bei dem die Südseite ihre Außengestalt erhielt. Die Renaissance-Umbauten zeigen teilweise den für die Region typischen Wechsel aus Tuff- und Ziegelsteinbändern, wie zum Beispiel St. Cosmas und Damian in Glesch oder St. Martinus in Nettesheim. 1743 wurde der Turm erhöht, 1904 erfolgte der Anbau von Chor und Sakristei. Heute ist der Innenraum eine Saalkirche.

## Romanisches Turmuntergeschoss
Der erhaltene romanische Teil des Turms ist aus Tuffstein errichtet. Er ist durch Vertikallisenen gegliedert, die durch auf- und absteigende Rundbogenfriese verbunden sind. Den Abschluss der mittleren Blende bildet ein rechtwinkelig gebrochener Fries. An der Westseite liegt ein rundbogiges Portal.